# Карчешка
Карчешка, Корчаска — річка в Україні, у Глибоцькому районі Чернівецької області. Права притока  Малого Серету (басейн Дунаю).

## Опис
Довжина річки приблизно 8 км. Формується з багатьох безіменних струмків.

## Розташування
Бере початок на північному заході від села Біла Криниця. Тече переважно на північний захід через Корчівці і на південно-східній околиці села Верхніх Петрівців впадає у річку Малий Серет, праву притоку Серету.